# Carlos Isagani Zárate
Carlos Isagani Zárate y Tábora (14 de mayo de 1967), más conocido como Kaloi Zárate, es un abogado filipino que sirve como representante en la Cámara de Representantes del estado.
Trabajó como periodista en la ciudad de General Santos durante la dictadura de Ferdinand Marcos. Durante la presidencia de Corazón Aquino, recibió amenazas de muerte de grupos paramilitares por sus reportajes. Esto le forzó mudarse a Dávao, donde se matriculó en la escuela de derecho de la universidad Ateneo de Dávao.
Antes de ser votado al Congreso, trabajaba como profesional de derecho privado y abogado pro bono para los sectores marginados en Mindanao, primeramente los trabajadores, campesinos y lumades. También enseñaba en la escuela de derecho del Ateneo de Dávao.